# 18 de fevereiro nos Jogos Olímpicos de Inverno de 2010
O dia 18 de fevereiro foi o sétimo dia de competições dos Jogos Olímpicos de Inverno de 2010. Neste dia foram disputadas competições de oito esportes e seis finais.

## Esportes
| - Biatlo - Curling - Esqui alpino - Hóquei no gelo | - Patinação artística - Patinação de velocidade - Skeleton - Snowboard |

## Resultados

### Biatlo
Foram disputadas as competições individuais masculina e feminina. Entre as mulheres, a norueguesa Tora Berger venceu, seguida de Elena Khrustaleva, do Cazaquistão, e Darya Domracheva, da Bielorrússia. A vitória na prova masculina foi do também norueguês Emil Hegle Svendsen, seguido do compatriota Ole Einar Bjørndalen e do bielorrusso Sergey Novikov, que dividiram a medalha de prata por chegarem com o mesmo tempo.

### Curling
No terceiro dia de disputas da primeira fase do curling, o Canadá vence suas duas partidas no masculino e mais uma no feminino e continua liderando as duas competições. Os Estados Unidos, por outro lado, continuaram sem vencer em ambos os torneios.

### Esqui alpino
Na competição do combinado feminino, a alemã Maria Riesch fica com o ouro com o tempo total de 2:09.14. Julia Mancuso, dos Estados Unidos, conquistou sua segunda prata, após ter um tempo 0,94 segundo a mais. O bronze foi para Anja Pärson, da Suécia.

### Hóquei no gelo
No torneio masculino, três jogos foram disputados, todos da segunda rodada. No grupo A, os Estados Unidos venceram a Noruega por 6 a 1, e a Suíça perdeu nos pênaltis para o Canadá. Também nos pênaltis, a Eslováquia derrotou a Rússia, em jogo do grupo B.
No feminino, a primeira fase foi encerrada com vitórias dos Estados Unidos sobre a Finlândia por 6 a 1 e da Rússia sobre a China por 2 a 1. China e Rússia se classificaram para as semifinais.

### Patinação artística
Na patinação livre da competição individual masculina, o americano Evan Lysacek vence com mais de um ponto de vantagem sobre o russo Evgeni Plushenko, que havia encerrado o primeiro dia, o programa curto, no primeiro lugar. O bronze ficou com Daisuke Takahashi, do Japão.

### Patinação de velocidade
Nos 1000 m feminino, o Canadá conquistou o terceiro ouro nestes Jogos, após a vitória de Christine Nesbitt. Duas neerlandesas completaram o pódio: Annette Gerritsen ficou com a prata e Laurine van Riessen com o bronze.

### Skeleton
No primeiro dia do skeleton, a britânica Amy Williams registra o recorde feminino da pista, com 53,83 segundos. No masculino, o letão Martins Dukurs faz 52,32 e também registra o recorde do evento.

### Snowboard
No halfpipe feminino, a australiana Torah Bright faz a melhor volta e conquista o ouro, seguida das americanas Hannah Teter, com a prata, e Kelly Clark, com o bronze.

## Campeões do dia
Esses foram os "campeões" (medalhistas de ouro) do dia:
| Medalhas de ouro        | Medalhas de ouro     | Medalhas de ouro    | Medalhas de ouro   | Medalhas de ouro |
| Modalidades             | Categoria            | Atleta (s)          | País               | Ref.             |
| ----------------------- | -------------------- | ------------------- | ------------------ | ---------------- |
| Biatlo                  | Individual feminino  | Tora Berger         | NOR Noruega        | [ 1 ]            |
| Biatlo                  | Individual masculino | Emil Hegle Svendsen | NOR Noruega        | [ 2 ]            |
| Esqui alpino            | Combinado feminino   | Maria Riesch        | GER Alemanha       | [ 6 ]            |
| Patinação artística     | Individual masculino | Evan Lysacek        | USA Estados Unidos | [ 12 ]           |
| Patinação de velocidade | 1000 m feminino      | Christine Nesbitt   | CAN Canadá         | [ 13 ]           |
| Snowboard               | Halfpipe feminino    | Torah Bright        | AUS Austrália      | [ 16 ]           |

## Líderes do quadro de medalhas ao final do dia 18
País sede destacado. Ver quadro completo.
| Ordem | País               | Medalha de ouro | Medalha de prata | Medalha de bronze |    |
| ----- | ------------------ | --------------- | ---------------- | ----------------- | -- |
| 1     | USA Estados Unidos | 6               | 5                | 7                 | 18 |
| 2     | GER Alemanha       | 4               | 4                | 3                 | 11 |
| 3     | NOR Noruega        | 3               | 3                | 2                 | 8  |
| 4     | CAN Canadá         | 3               | 3                | 1                 | 7  |
| 5     | KOR Coreia do Sul  | 3               | 2                |                   | 5  |